# 奧蘭治鎮區 (密歇根州卡爾卡斯卡縣)
奧蘭治鎮區（英語：Orange Township）是位於美國密歇根州卡爾卡斯卡縣的一個行政鎮區。

## 地方資料
奧蘭治鎮區的面積為90.20平方千米，當中陸地面積為88.70平方千米，而水域面積為1.50平方千米。根據2020年美國人口普查的數據，當地共有人口1250人，而人口密度為每平方千米13.86人。